# Frederick K. C. Price
Frederick K. C. Price (* 3. Januar 1932 in Santa Monica; † 12. Februar 2021 in Torrance) war ein US-amerikanischer Pastor und Fernsehprediger. Das von ihm geleitete Crenshaw Christian Center in Los Angeles hatte 28.000 Mitglieder, seine Gottesdienste wurden von etwa 15 Millionen Haushalten im Fernsehen verfolgt. Price verfasste fünfzig religiöse Bücher.
Frederick K. C. Price gründete 1973 das Crenshaw Christian Center in Inglewood. Ab 1978 begann er seine Predigten zunächst lokal, später auch in New York City auszustrahlen. 1981 wurde der ehemalige Campus der Pepperdine University in Süd-Los-Angeles erworben. Hier wurde das 1989 eröffnete Kirchengebäude Faith Dome errichtet. 2001 eröffnete Price auch eine Tochterkirche in Manhattan. Er leitete die Kirche bis 2009. Unter seiner Führung entwickelte sich die Kirche zu einer der ersten afroamerikanischen Megachurches. Wegen seiner Haltung zur LGBT-Community und zum Islam war er nicht unumstritten.
Er starb am 12. Februar 2021 im Alter von 89 Jahren an den Folgen einer COVID-19-Erkrankung.